# Palet (sport)
Pour les articles homonymes, voir Palet, Rondelle et Puck.

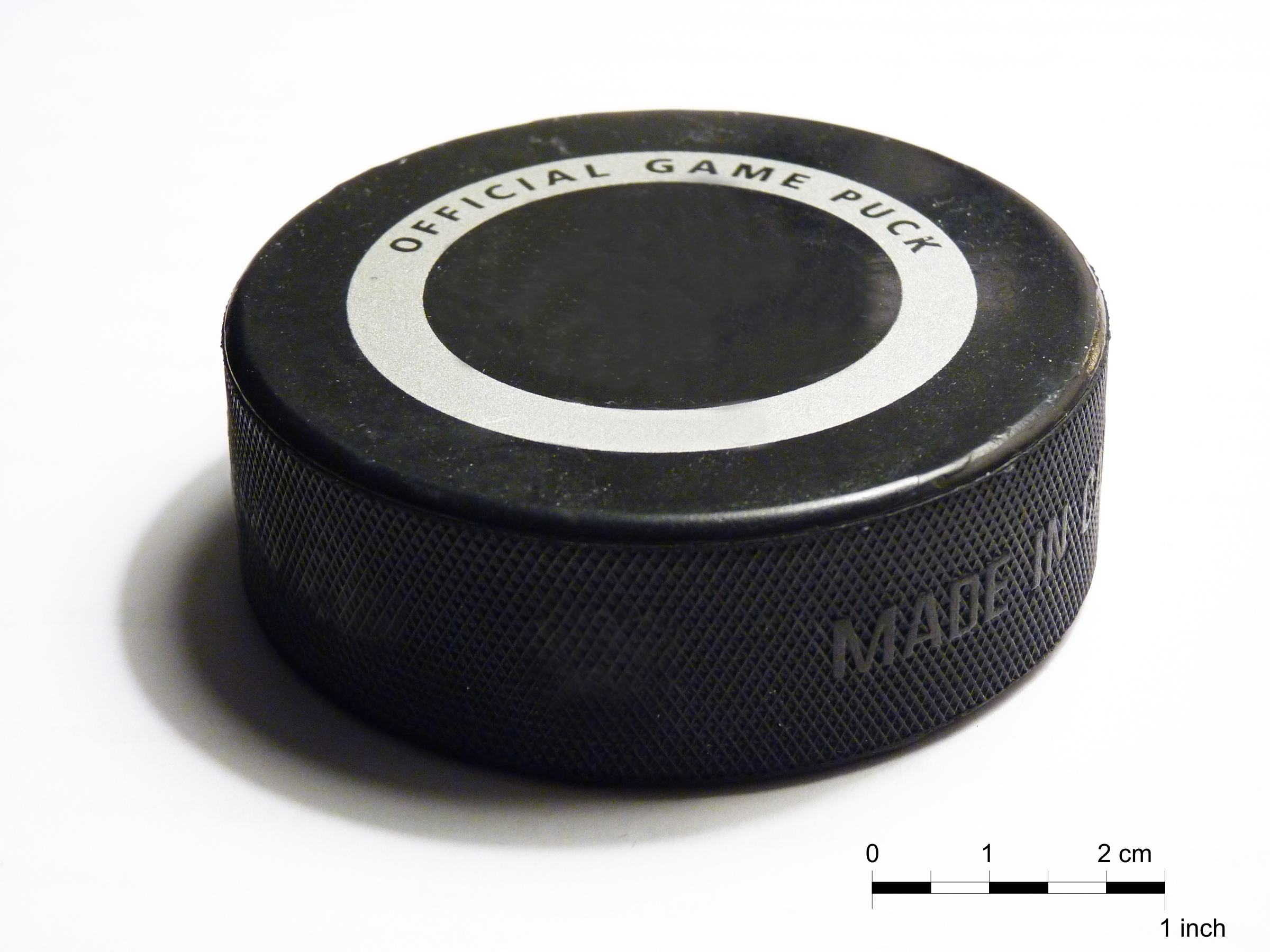

Le palet, la rondelle, le disque, le ou la puck est un disque rond et épais notamment utilisé en hockey sur glace et en roller in line hockey. Le joueur lance le palet vers le but de l’adversaire à l'aide d'une crosse ou bâton de hockey.

## Hockey sur glace

### Fabrication
Le palet est fabriqué en caoutchouc vulcanisé de 2,54 cm d'épaisseur (un pouce) et 7,62 cm de diamètre (trois pouces). Il pèse entre 156 et 170 grammes (5,5 à 6 onces).

### Historique
Le palet de hockey sur glace fut créé en 1877 par William F. Robertson, en coupant une balle en deux, pour éviter les rebonds incessants vers les spectateurs.
La vitesse maximale enregistrée d'un tir a été de 183,67 km/h par Aleksandr Riazantsev lors du 4e Match des étoiles de la Ligue continentale de hockey, en 2012.
La chaîne de télévision Fox, dans le but de rendre les matchs de la Ligue nationale de hockey plus faciles à suivre à la télévision, inventa le FoxTrax, rondelle munie de diodes électroluminescentes.

## Roller hockey

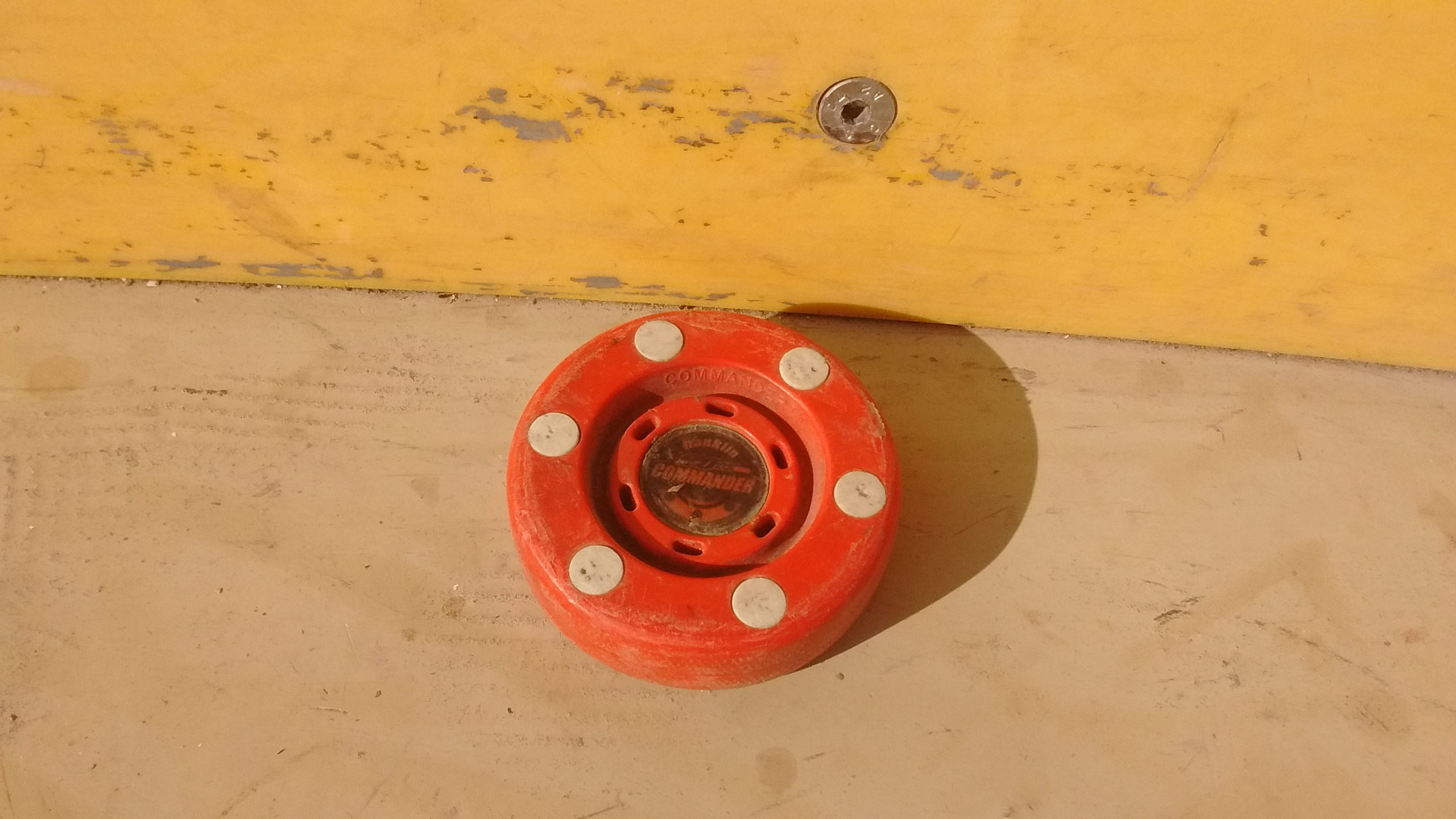

Au roller in line hockey, le palet est fait en plastique. Il mesure environ 2,5 cm d'épaisseur et de 7,62 cm de diamètre, et est légèrement rebondi en son centre ou muni de pastilles de roulement. Les rondelles de bonne qualité sont fabriquées de manière à rester toujours couchées sur le sol et à ne pas rouler sur leur tranche.
Généralement noir, il peut aussi être orange, jaune, rouge, rose ou vert.

## Jeux de palets
Il existe de nombreuses formes de jeux de palets en Angleterre, en Espagne, en, France, au Portugal et en Vallée d'Aoste (Palet valdôtain).
On peut diviser le jeu en deux grandes pratiques : le jeu de palet proprement dit qui consiste à lancer des palets le plus près possible d'un autre palet plus petit, préalablement lancé sur une surface délimitée (planche de bois, plaque de plomb) ou directement sur le sol (terre, route).
Le jeu de galoche consiste lui à faire tomber un cylindre sur lequel on place la mise ou ce qui tient lieu de "bouchon" le plus près possible de ses palets.

## Appellations

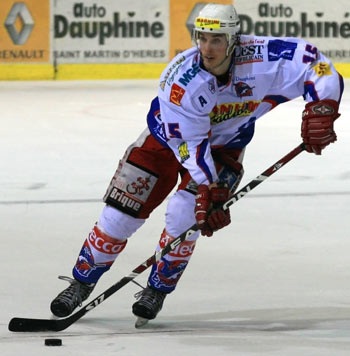
Joueur de hockey

En Belgique francophone, en France et en Vallée d'Aoste, on utilise le terme « palet ».
En Suisse romande, c'est le terme puck (au masculin) qui est le plus courant, prononcé autrefois « pok », mais le terme « palet » est aussi utilisé, ainsi que le terme « rondelle ».
Au Canada francophone, on emploie les termes « rondelle », « disque » et puck (féminin ou masculin ; dans le langage familier).
Le mot anglais puck est utilisé dans de nombreuses langues, dont l'allemand, le néerlandais et l'italien. Son origine est incertaine et ne semble liée ni à la mythologie, ni à Shakespeare ; l'Oxford English Dictionary suggère que le mot vient du verbe to puck (toucher ou frapper en français).

## Accidents
Brittanie Cecil, une spectatrice de 13 ans d'un match de hockey, est morte à Columbus le 16 mars 2002 en recevant un tir du joueur professionnel norvégien Espen Knutsen. Désormais, toutes les patinoires internationales ont, au-dessus du plexiglas, un filet pour empêcher le palet de sortir.
En France, un garçon de 8 ans est mort après avoir été heurté par un palet lors d'un match entre Dunkerque et Reims le 1er novembre 2014, dans une patinoire non équipée de vitres de plexiglas autour de la glace.